# Град Требиње
Град Требиње је град у југоисточној Херцеговини, у Републици Српској, БиХ. Сједиште града налази се у насељеном мјесту Требиње. Према подацима Агенције за статистику Босне и Херцеговине на попису становништва 2013. године, у Граду је пописано 29.198 лица.
Бивша општина Требиње је добила статус Града 18. јула 2012. одлуком Народне скупштине Републике Српске када је усвојен „Закон о Граду Требиње“, односно „Закон о локалној самоуправи Републике Српске“. Закон о Граду Требиње званично је ступио на снагу 26. јула 2012. године када је објављен у Службеном гласнику Републике Српске (Службени гласник Републике Српске 70/2012). Овим законом град Требиње, постао је правни наследник општине, а подручје града обухвата сва насељена мјеста која су раније чинила подручје општине Требиње.

## Географија
Налази се на самом југу Херцеговине. Смјештено је испод планине Леотар, на ободу Требињског поља. Кроз град протиче ријека Требишњица. Од мора је удаљено око 27 km путем до Дубровника, или око 38 km путем до Херцег Новог. За Требиње се каже да је град сунца и платана, а један је од најљепших српских градова. Економски је и културни центар регије Источне Херцеговине. Требиње се налази на 42° 42‘ 32“ сјеверне географске ширине, а на 18° 19‘ 18“ источне географске дужине и на 275 м надморске висине. Од Јадранског мора је удаљено око 19 km. Друмовима је спојен са Дубровником (27 km), Љубињем (55 km), Мостаром (110 km), Билећом (30 km), те Никшићем (70 km) и Херцег Новим (38 km).

### Рељеф
Рељефом доминирају планина Леотар, ријека Требишњица, те крашка поља Требињско и Попово. Требиње је окружено је брдима и планинама: Илијино брдо, Ободине, Влаштица, Леотар (са 1228 м, највиши врх у околини), Кравице, Петрина, Голо брдо, Страћ, Хум и Весац.
Међу пољима горње Херцеговине највеће је и најпознатије Требињско и Попово поље. Увале Требињског и Попова поља су по својем тектонском постанку једна цјелина, али на околним брдима и на њој није једнак рад ерозије и денудације. Та разлика је очигледна. Поред тога два поља су раздвојена Требињском шумом.
Западно од града простире се Требињско поље. Поље се пружа од истока према западу, у правцу тока Требишњице и заузима површину од 18 km². Поље је покривено врло плодним алувијалним земљиштем па се због бујне вегетације назива и Вртом Херцеговине. Чувен је требињски, нарочито шумски, дуван из овог поља.
Одмах до Требињског је смјештено Попово поље. Има усјева који на овом пољу дају и два рода годишње па се оно назива и херцеговачким Мисиром, по поређењу са долином Нила, односно Египтом или Мисиром.

### Клима
Клима у Требињу је медитеранска (средоземна) са кратким благим зимама и дугим жарким љетима. Јесени су много топлије од прољећа, а снијег је веома ријетка појава. Требиње је данас најтоплији град у Републици Српској, односно Босни и Херцеговини (уз Мостар и Неум). Просјечна годишња температура ваздуха у граду је 16.6 °C (1981—2012), просјечна јануарска температура је 8,3 °C, а док је јулска 26,5 °C. Љети се температуре често пењу изнад 35 °C, а зими се се понекад спусте и испод 0 °C. Највиша забиљежена температура износила је 42.5 °C, 22. јула 2007. А најнижа забиљежена температура износила је -9 °C, 9. јануара 2017. Годишње падне просјечно 1624 мм падавина. Дана 8. августа 2012. тачно у поноћ, у Требињу је измјерена температура од 32,2 °C, а према подацима РХМЗ РС то је једна од највиших поноћних температура икада забиљежених на просторима БИХ. Град има око 260 сунчаних дана у години. Требиње спада у најсунчаније градове на Балкану. Снијег у Требињу је права ријеткост, а и када падне задржи се по неколико часова. Карактеристични вјетрови у Требињу су бура и југо. Бура дува са сјевероистока, доноси хладно и ведро вријеме. Док југо дува из правца југоистока, доноси топло и кишовито вријеме. Југо дува обично у зимском периоду. Клима је погодна за узгој великог броја палми и јужног воћа (смоква, нар, мандарина, лимун, наранџа, грејпфрут, маслина, винова лоза).
| Клима Требиња               | Клима Требиња | Клима Требиња | Клима Требиња | Клима Требиња | Клима Требиња | Клима Требиња | Клима Требиња | Клима Требиња | Клима Требиња | Клима Требиња | Клима Требиња | Клима Требиња | Клима Требиња |
| Показатељ \ Мјесец          | .Јан.         | .Феб.         | .Мар.         | .Апр.         | .Мај.         | .Јун.         | .Јул.         | .Авг.         | .Сеп.         | .Окт.         | .Нов.         | .Дец.         | .Год.         |
| --------------------------- | ------------- | ------------- | ------------- | ------------- | ------------- | ------------- | ------------- | ------------- | ------------- | ------------- | ------------- | ------------- | ------------- |
| Апсолутни максимум, °C (°F) | 22,5 (72,5)   | 23,0 (73,4)   | 26,5 (79,7)   | 32,5 (90,5)   | 36,0 (96,8)   | 41,5 (106,7)  | 42,5 (108,5)  | 42,0 (107,6)  | 40,5 (104,9)  | 35,0 (95)     | 26,0 (78,8)   | 23,0 (73,4)   | 42,5 (108,5)  |
| Просјек, °C (°F)            | 8,3 (46,9)    | 8,5 (47,3)    | 11,4 (52,5)   | 14,9 (58,8)   | 18,7 (65,7)   | 22,5 (72,5)   | 26,5 (79,7)   | 26,5 (79,7)   | 22,0 (71,6)   | 17,3 (63,1)   | 13,5 (56,3)   | 9,5 (49,1)    | 16,6 (61,9)   |
| Апсолутни минимум, °C (°F)  | −9,0 (15,8)   | −7,5 (18,5)   | −2,5 (27,5)   | 2,5 (36,5)    | 9,5 (49,1)    | 10,5 (50,9)   | 14,5 (58,1)   | 14,5 (58,1)   | 10,0 (50)     | 4,5 (40,1)    | −1,5 (29,3)   | −6 (21)       | −9 (16)       |
| [ тражи се извор ]          |               |               |               |               |               |               |               |               |               |               |               |               |               |

## Политичко уређење

### Општинска администрација
Градоначелник града представља и заступа град и врши извршну функцију у Требињу. Избор градоначелника се врши у складу са изборним Законом Републике Српске и изборним Законом БиХ. Градску администрацију, поред градоначелника, чини и скупштина града. Институционални центар града Требиња је насеље Требиње, гдје су смјештени сви градски органи.
Градоначелник Града Требиња је Мирко Ћурић испред Савеза независних социјалдемократа, који је на ту функцију ступио након локалних избора у Босни и Херцеговини 2020. године. Састав скупштине града Требиње је приказан у табели.

## Насељена мјеста
Подручје града Требиња чине насељена мјеста:
Аранђелово, Арбанашка, Арсланагића Мост, Баонине, Беговић Кула, Бијелач, Бијоград, Биоци, Бихово, Богојевић Село, Бодироге, Бориловићи, Брани До, Брова, Будоши, Буговина, Величани, Веља Гора, Владушићи, Власаче, Влашка, Волујац, Врпоље Загора, Врпоље Љубомир, Вучија, Главинићи, Гојшина, Гола Главица, Гомиљани, Горња Кочела, Горње Врбно, Горње Гранчарево, Горње Чичево, Горњи Ораховац, Граб, Грбеши, Грбићи, Гркавци, Грмљани, Десин Село, Диклићи, До, Добромани, Додановићи, Долови, Домашево, Доња Кочела, Доње Врбно, Доње Гранчарево, Доње Чичево, Доњи Ораховац, Драчево, Дражин До, Дријењани, Дубљани, Дубочани, Дужи, Ђедићи, Жаково, Ждријеловићи, Жељево, Жупа, Загора, Згоњево, Јазина, Јањач, Јасен, Јасеница Луг, Јушићи, Кликовићи, Клобук, Ковачина, Коњско, Корлати, Котези, Крај, Крајковићи, Кремени До, Крњевићи, Кучићи, Куња Главица, Лапја, Ластва, Локвице, Ломачи, Луг, Лушница, Љекова, Љубово, Марић Међине, Месари, Мионићи, Морче, Моско, Мркоњићи, Мрњићи, Нецвијеће, Никонтовићи, Ограде, Орашје Зубци, Орашје Попово, Орашје Површ, Паројска Њива, Петровићи, Пијавице, Подвори, Подосоје, Подстрашивица, Подштировник, Пољице Попово, Пољице Чичево, Прхиње, Придворци, Рапти Бобани, Рапти Зупци, Расовац, Седлари, Скочигрм, Сливница Површ, Старо Слано, Струјићи, Талежа, Тодорићи, Требијови, Требиње, Тули, Туље, Турани, Турица, Турменти, Тврдош, Убла, Увјећа, Угарци, Укшићи, Хум, Церовац, Цицина, Чварићи, Шарани и Шћеница Љубомир.
На простору града постоји 18 мјесних заједница:
Величани, Горње Полице, Горица, Доње Полице, Засад, Зубци, Ластва, Ложиона, Љубомир, Моско, Петрово Поље, Придворци, Подбрђе, Пољице Попово, Тини, Хрупјела, Центар, Шума и Површ.

## Насељена мјеста 1991.
Подручје бивше општине Требиње су до распада Југославије чинила насељена мјеста (укупно 178):
Аранђелово, Арбанашка, Арсланагића Мост, Баљивац, Баонине, Беговић Кула, Беленићи, Бихово, Бијелач, Бијоград, Биоци, Бобовишта, Бодироге, Богојевић Село, Бориловићи Брани До, Брова, Будоши, Буговина, Церовац, Цицина, Цицрина, Чаваш, Чопице, Чваљина, Чварићи, Десин Село, Диклићи, До, Добромани, Додановићи, Долови, Домашево, Доња Кочела, Доње Чичево, Доње Гранчарево, Доње Врбно, Доњи Ораховац, Драчево, Дражин До, Дријењани, Дубљани, Дубочани, Дужи, Дврсница, Ђедићи, Главинићи, Главска, Гојшина, Гола Главица, Голубинац, Гомиљани, Горња Кочела, Горње Чичево, Горње Гранчарево, Горње Врбно, Горњи Ораховац, Горогаше, Граб, Грбеши, Грбићи, Гребци, Гркавци, Грмљани, Хум, Иваница, Јањач, Јасен, Јасеница — Луг, Јазина, Јушићи, Калађурђевићи, Кијев До, Кликовићи, Клобук, Коњско, Корлати, Котези, Ковачина, Крај, Крајковићи, Кремени До, Крњевићи, Кучићи, Куња Главица, Кутина, Лапја, Ластва, Локвице, Ломачи, Луг, Лушница, Љекова, Љубово, Марић Међине, Месари, Мионићи, Морче, Моско, Мркоњићи, Мрњићи, Нецвијеће, Неновићи, Невада, Никонтовићи, Ограде, Орах, Орахов До, Орашје Попово, Орашје Површ, Орашје Зубци, Паројска Њива, Петровићи, Пијавице, Подосоје, Подстрашивица, Подштировник, Подвори, Пољице Чичево, Пољице Попово, Прхиње, Придворци, Просјек, Рапти Бобани, Рапти Зупци, Расовац, Равно, Рупни До, Седлари, Скочигрм, Славогостићи, Сливница Бобани, Сливница Површ, Спарожићи, Старо Слано, Струјићи, Шарани, Шћеница Бобани, Шћеница Љубомир, Талежа, Тодорићи, Требијови, Требимља, Требиње, Трнчина, Тули, Туље, Турани, Турица, Турменти, Тврдош, Убла, Угарци, Укшићи, Ускопље, Увјећа, Величани, Веља Гора, Веља Међа, Владушићи, Влака, Власаче, Влашка, Волујац, Врпоље Љубомир, Врпоље Загора, Вучија, Вуковићи, Зачула, Загора, Заградиње, Запланик, Завала, Згоњево, Жаково, Ждријеловићи, Жељево, Жупа.
Послије потписивања Дејтонског мировног споразума, највећи дио бивше општине Требиње, са градом Требињем, остао је у саставу Републике Српске. У састав Федерације БиХ ушла су сљедећа насељена мјеста: Баљивац, Беленићи, Бобовишта, Цицрина, Чаваш, Чопице, Чваљина, Дврсница, Главска, Голубинац, Горогаше, Гребци, Иваница, Калађурђевићи, Кијев До, Кутина, Неновићи, Невада, Орах, Орахов До, Подосоје, Просјек, Равно, Рупни До, Славогостићи, Сливница Бобани, Сливница Површ, Спарожићи, Шћеница Бобани, Требимља, Трнчина, Ускопље, Веља Међа, Влака, Вуковићи, Зачула, Заградиње и Запланик, Завала, те дијелови насељених мјеста: Баонине, Орашје Попово и Рапти Бобани. Од овог подручја формирана је општина Равно.

## Становништво
|             | 2013.           | 1991.           | 1981.           | 1971.           |
| Укупно      | 29 198 (100,0%) | 30 966 (100,0%) | 30 372 (100,0%) | 29 024 (100,0%) |
| Срби        | 27 287 (93,46%) | 21 349 (68,94%) | 18 123 (59,67%) | 19 362 (66,71%) |
| Бошњаци     | 995 (3,408%)    | 5 571 (17,99%)1 | 4 405 (14,50%)1 | 4 846 (16,70%)1 |
| Хрвати      | 295 (1,010%)    | 1 246 (4,024%)  | 2 309 (7,602%)  | 3 350 (11,54%)  |
| Црногорци   | 217 (0,743%)    | –               | 865 (2,848%)    | 776 (2,674%)    |
| Неизјашњени | 191 (0,654%)    | –               | –               | –               |
| Остали      | 84 (0,288%)     | 1 158 (3,740%)  | 199 (0,655%)    | 157 (0,541%)    |
| Југословени | 33 (0,113%)     | 1 642 (5,303%)  | 4 280 (14,09%)  | 424 (1,461%)    |
| Непознато   | 21 (0,072%)     | –               | –               | –               |
| Православци | 20 (0,068%)     | –               | –               | –               |
| Муслимани   | 17 (0,058%)     | –               | –               | –               |
| Македонци   | 14 (0,048%)     | –               | 36 (0,119%)     | 18 (0,062%)     |
| Роми        | 13 (0,045%)     | –               | 14 (0,046%)     | –               |
| Словенци    | 6 (0,021%)      | –               | 22 (0,072%)     | 32 (0,110%)     |
| Украјинци   | 4 (0,014%)      | –               | –               | –               |
| Босанци     | 1 (0,003%)      | –               | –               | –               |
| Албанци     | –               | –               | 119 (0,392%)    | 59 (0,203%)     |

1. 1 На пописима од 1971. до 1991. Бошњаци су пописивани углавном као Муслимани.

## Знамените личности
- Свети Василије Острошки, српски светац
- Јован Дучић, српски дипломата, књижевник и историчар
- Небојша Глоговац, српски глумац
- Христина Обрадовић, српска игуманија
- Лука Ћеловић, трговац и добротвор
- Наташа Нинковић, српска глумица
- Владимир Радмановић, српски кошаркаш
- Риста Вукановић, српски сликар
- Лука Вукаловић, устанички војвода